# Внутренние провинции
Генерал-капитанство и комендантство Внутренних Провинций (исп. Comandancia y Capitanía General de las Provincias Internas) — административная единица Испанской империи, существовавшая в 1776—1820 годах.
Когда в 1761—1770 годах Хосе де Гальвес был главным инспектором Испанской Америки, то ему пришла в голову идея образования на северных границах Новой Испании отдельного вице-королевства или генерал-капитанства, что позволило бы лучше защитить этот регион от претензий других держав и от нападений индейцев. Низкая населённость региона и невысокая доходность по сравнению с предполагаемыми расходами не дали тогда осуществить этот проект, но в 1775 году Хосе де Гальвес стал министром по делам Индий, и смог заняться реализацией своих идей. Им были созданы вице-королевство Рио-де-ла-Плата и Генерал-капитанство Венесуэла (фактически, тоже являвшееся вице-королевством), на севере же его желанием было создание вице-королевства Новая Бискайя, но этого позволено не было, и тогда в северных областях Новой Испании было создано генерал-комендантство Внутренних Провинций, чьим главой стал Теодоро де Круа.
Новая административная единица была составлена из провинций Новая Наварра, Новая Бискайя, Калифорнии, Санта-Фе-де-Нуэво-Мексико и Коахуила-и-Техас, находившихся под юрисдикцией Аудиенсии Гвадалахары, столицей новой административной единицы стал Ариспе. В 1786 году Внутренние Провинции были разделены на три комендантства: Западное, Центральное и Восточное, в 1787 реорганизованы в два — Западное и Восточное (с границей между ними по реке Гуанаваль). В 1790 году комендантства были вновь объединены в Генерал-комендантство Внутренних Провинций со столицей в Чиуауа. В 1793 году в Калифорнии, Новое королевство Леон и в Новый Сантандер были назначены военные губернаторы. В 1804 году Калифорнии были разделены на Верхнюю Калифорнию и Нижнюю Калифорнию.
31 мая 1820 года Генерал-комендантство Внутренних Провинций было ликвидировано, а входящие в него территории вернулись в состав вице-королевства Новая Испания.